# Супіханов Борис Карабайович
Борис Карабайович Супіханов (28 липня 1954, Старобільськ, Луганської області — 6 липня 2024, Східниця, Львівської області) — український політик, міністр агропромислової політики України (23.04.1998—15.07.1999). Доктор економічних наук.

## Життєпис
Народився 28 липня 1954 року в м. Старобільськ на Луганщині. 
Закінчив Ворошиловоградський сільськогосподарський інститут (1976) за спеціальністю «Економіка і організація сільського господарства», економіст-організатор.
Доктор економічних наук. Кандидатська дисертація «Ціновий механізм АПК України в умовах переходу до ринку» (1997), докторська дисертація «Розвиток ринків аграрної продукції» (2010).
Трудовий шлях:
- 1976–1977 — економіст колгоспу імені Мічуріна, старший економіст Старобільського районного управління сільського господарства.
- 1977–1978 — служба в лавах Червоної Армії.
- 1979–1981 — головний економіст — начальник відділу Біловодського районного управління сільського господарства.
- 1981–1983 — директор Новоолександрівського кінного заводу Біловодського району.
- 1983–1986 — начальник управління сільського господарства Біловодського району.
- 1986–1987 — голова Біловодського районного агропромислового об'єднання.
- 1987–1990 — перший заступник голови — начальник відділу агропромислового комітету Ворошиловоградської області.
- 1991–1992 — начальник управління сільського господарства Луганського облвиконкому.
- 1992–1994 — заступник голови Луганської обласної державної адміністрації.
- 1994–1995 — начальник відділу — заступник директора Луганської філії АБ «Брокбізнесбанк».
- 1995–1997 — перший заступник міністра сільського господарства і продовольства України.
- 1997–1998 — перший заступник міністра агропромислової політики України.
- 1998–1999 — міністр агропромислової політики України.
- Липень — грудень 1999 — помічник Прем'єр-міністра України.
- 2000–2001 — начальник Головного управління, помічник керівника групи Державної податкової адміністрації.
- 2001–2004 — радник Прем'єр-міністра України.
- 2004–2005 — начальник Головної державної інспекції з карантину рослин Міністерства аграрної політики України.
- 2006–2008 — перший заступник міністра аграрної політики України.
- 2008–2010 — заступник міністра аграрної політики України.
- 2010–2012 — член-кореспондент Національної академії аграрних наук.
- 2012–2024 — Генеральний директор ЛДКК «Шале-Грааль».
- 2020-2024 — Академік Національної академії аграрних наук.

Помер 6 липня 2024 року в селищі Східниця Львівської області.

## Нагороди
- Орден «За заслуги» ІІ ступеня (2004);
- Орден «За заслуги» ІІІ ступеня;
- Заслужений працівник сільського господарства України (1997);
- Почесна грамота Кабінету Міністрів України (2004).